# İlyas Tüfekçi
İlyas Tüfekçi (* 3. Februar 1960 in Istanbul) ist ein türkischer Fußballtrainer und ehemaliger Fußballspieler.

## Spielerkarriere

### Verein
Tüfekçi zog mit elf Jahren mit seinen Eltern nach Berlin um. Über Hertha BSC kam er zum VfB Stuttgart, bei dem der Stürmer in der Saison 1980/81 ins Rampenlicht rückte. Er gab am 27. September 1980 sein Debüt in der Bundesliga. Beim Spiel in Dortmund wurde er eine Viertelstunde vor Schluss beim Stand von 3:1 für den BVB eingewechselt. In der 82. Minute erzielte er sein erstes Bundesligator zum 2:3, das dem VfB durch einen weiteren Treffer von Karl Allgöwer noch ein Unentschieden ermöglichte. In der Folge gehörte er zum Stammpersonal von Trainer Jürgen Sundermann und trug mit insgesamt 13 Toren bei 24 Einsätzen dazu bei, dass der VfB die Saison auf Platz drei abschloss. In der folgenden Saison machte Tüfekçi noch drei Spiele für Stuttgart, ehe er am 10. September 1981 zum FC Schalke 04 wechselte.
Beim Bundesliga-Absteiger stand er ab dem 9. Spieltag, an dem er gegen Alemannia Aachen als erster Türke in Königsblau seinen Einstand gab, in jedem Saisonspiel auf dem Platz. Mit sieben Toren in diesen 30 Spielen trug er zum direkten Wiederaufstieg der Schalker bei. In die Spielzeit 1982/83 startete er mit vier Toren in drei Spielen; doch den Rest der Saison konnte er sich weder unter Trainer Siggi Held noch nach dessen Entlassung in der Rückrunde unter seinem ehemaligen Stuttgarter Trainer Sundermann durchsetzen. Beide sahen ihn aufgrund seiner Größe von 1,64 Metern eher im Mittelfeld oder auf Außen als im Sturmzentrum. Am Ende standen acht Tore aus 32 Spielen in seiner Bilanz; der FC Schalke 04 stieg nach der Relegation wieder ab.
Tüfekçi ging, zunächst auf Leihbasis, in die Türkei zu Fenerbahçe Istanbul, mit dem er 1985 türkischer Meister wurde. Anschließend spielte er von 1986 bis Dezember 1990 beim Lokalrivalen Galatasaray Istanbul, mit dem er zweimal in Folge (1987 und 1988) die türkische Meisterschaft feiern konnte und 1989 im Halbfinale des Europapokals der Landesmeister stand. Schließlich ließ er bei Zeytinburnuspor seine aktive Karriere ausklingen.

### Nationalmannschaft
Schon 1978 wurde Tüfekçi sechsmal in die türkische U-18-Nationalmannschaft berufen. 1979 spielte er einmal für die U-21. Bei seinem Debüt in der A-Nationalmannschaft am 15. April 1981 unter Trainer Fethi Demircan verlor das Team in der WM-Qualifikation 0:3 gegen die Tschechoslowakei. Sein erstes Tor für die Türkei erzielte er in der Qualifikation zur EM 1984 beim 3:1-Sieg gegen Österreich. Tüfekçi spielte insgesamt 19-mal in der Nationalmannschaft und erzielte dabei sechs Tore. Seinen letzten Auftritt hatte er am 14. Oktober 1987 in der EM-Qualifikation bei der 0:8-Niederlage gegen England im Wembley-Stadion. 

## Trainerkarriere
Nach seiner aktiven Laufbahn wurde er Trainer und war unter anderem bei Göztepe Izmir, Karabükspor und Bandırmaspor tätig.

## Sonstiges
Gemeinsam mit Erdal Keser von Borussia Dortmund war Tüfekçi einer der ersten türkischen Spieler aus Einwandererfamilien, die den Durchbruch im deutschen Spitzenfußball schafften. Das Parlament schrieb dazu im Jahre 2004: „Die beiden Kicker wurden zum Idol einer türkischen Fußballgeneration. Jugendliche begannen sich für den deutschen Fußball zu interessieren – bislang waren vor allem Spieler in der Bosporus-Liga für sie prägend. In den Fankurven der Revierclubs wehten türkische Fahnen. Schalke und Dortmund wurden zu Begriffen, neben Fenerbahce und Galatasaray. Größtenteils wurden die neuen Fans integriert. Vor allem in der Schalker ‚Gelsenszene‘ gab es schnell einen türkischen Block.“
Im Jahr 2013 erkrankte Tüfekçi an ALS und wird seitdem behandelt.